# Kragerøavisa
Kragerøavisa (KragerøAvisa) var en lokaltidning som utkom en gång i veckan i Kragerø i Telemark, Norge, 2003–2008. Tidningens område var kommunen Kragerø. En ansvarig redaktör för tidningen var Willy Nilsen och år 2004 hade tidningen en upplaga på 2 097 exemplar.